# Kastro Team
Kastro Team (código UCI: TKT) foi uma equipa ciclista grega profissional de categoria Continental.
A equipa fez-se conhecido internacionalmente ao integrar-se àestrutura da equipa amador espanhol Inverse-Región Mucia em 2010 com esta equipa profissional grega um ano antes chamado Heraklion Kastro como Continental, baixo o patrocínio de Região de Múrcia. No entanto problemas internos durante 2011 dissolveram a equipa indo por uma parte a estrutura murciana e em 2012 a parte grega encontrando um novo patrocinador leonino.
O director principal da equipa sempre tem sido Nickolaos Koympenakis.

## História

### 2007-2009: modesta equipa grega
Depois de ser uma equipa amador passou a profissionais em 2007 sendo a primeira equipa profissional grega, com o nome de Technal-Kastro. Durante o seu primeiro ano conseguiram três vitórias, duas com Nebojsa Jovanovic e uma com Periklis Ilias. Jovanovic foi o melhor da equipa ao conseguir outro segundo posto e outros dois terceiros postos.
Em 2008, com o patrocínio de Cosmote, a equipa chamou-se Cosmote Kastro e só obtiveram uma vitória por parte de Nikolaos Kaloudakis. De novo a destacar os quatro segundos postos de Nebojsa Jovanovic.

#### Patrocino de Nesebar e entrada de corredores búlgaros
Em 2009 foi a sua melhor temporada destes primeiros anos, já que apesar da saída de Jovanovic o patrocínio da cidade búlgara de Nesebar, a equipa chamou-se Heraklion-Nessebar, supuseram o contrato de vários corredores búlgaros na que destacou Ivailo Gabrovski conseguindo seis vitórias. A outra vitória chegou a cargo de outro novo corredor: Christoph Springer.

### 2010: Governo de Múrcia, patrocinador principal
A entrada oficial do Governo Murciano levou-se a cabo depois do desaparecimento no final de 2009 da equipa ciclista Contentpolis-AMPO e ajudando ao clube amador murciano Inverse-Región de Murcia a fundir-se com equipa profissional grego da Heraklion Kastro que pôde incorporar a uma quantidade ilimitada de corredores (até limite de 16 ou 20) dado que a equipa ainda não tinha disputado nenhuma carreira internacional durante a temporada. A outra incorporação de um espanhol, como foi o caso de Francisco Mancebo, já se teve que fazer no prazo estipulado para fazer contratos, a partir do mês de junho, já que este tinha assinado disputar com a equipa amador do Rock Racing a Volta Ciclista México e nestes casos se o ciclista tem disputado carreiras internacionais não pode se realizar o contrato até dita data.
Sua estreia em Espanha, e no calendário internacional, produziu-se no Grande Prêmio de Llodio.

### 2011: KTM Bikes Industries, novo patrocinador
Na temporada de 2011 os seus principais patrocinadores foram KTM e o Governo de Múrcia, apesar disso seguiu mantendo a sua sede na Grécia.

#### Problemas económicos e possível desaparecimento
Ao longo da temporada surgiram umas discrepâncias económicas entre os máximos responsáveis, Nickolaos Koympenakis e José Antonio Ortuño, como supostamente o espanhol não pagou ao grego umas quantidades prometidas. Facto que produziu que não se participasse em várias carreiras do UCI America Tour e UCI Asia Tour nas que se se participou no passado ano. Ademais, os corredores espanhóis denunciaram que lhes deviam salários da passada temporada. Devido a isso o director grego rescindiu o contrato de quatro dos corredores espanhóis e quatro dos gregos, além de despedir a Ortuño.
Por sua vez Ortuño decidiu continuar a temporada profissional com a equipa filial, ao ser o máximo responsável por este, nas carreiras que pudesse o fazer.

### 2012: Fundação Laciana, novo projecto mesma estrutura grega
Devido ao seu possível desaparecimento a Fundação Laciana com sede em Leão fez-se cargo a partir de 2012 de grande parte da estrutura mantendo licença e sede grega. Finalmente o novo nome foi Gios Deyser-Leon Kastro.
A sua primeira carreira com esta nova denominação foi a Volta a Múrcia.

## Equipa filial
Contou com diferentes equipas filiais amadoras dependendo do patrocinador:
- 2009: CC Nessebar, de estrutura completamente búlgara
- 2010-2011: KTM-Murcia, de estrutura completamente espanhola.[14] Durante 2011. Devido aos problemas da equipa profissional em 2011 correu algumas carreiras profissionais de categoria .2. Desde o 2012 manteve o seu nome sendo uma equipa separada da estrutura grega e mantendo sua categoria de amador.[15]
- 2012: Diputación de León, também de estrutura completamente espanhola.

## Material ciclista
A equipa usa bicicletas da marca Vivelo Erg. Anteriormente utilizou bicicletas Eddy Merckx (2009) e Sector (2007-2008).

## Sede
A equipa tem a sua sede em Heraclião, na ilha grega de Creta (c/ Martiron 95
71304).
A efeitos da UCI desde 2012 a sua sede está no município espanhol de Villablino (c/ La Paz Nº6 3ºD).

## Classificações UCI
A partir de 2005 a UCI instaurou os Circuitos Continentais da UCI, onde a equipa está desde que se criou em 2007, registado dentro do UCI Europe Tour. Estando nas classificações do UCI Africa Tour Ranking, UCI America Tour Ranking e UCI Asia Tour Ranking e UCI Europe Tour Ranking. As classificações da equipa e do seu ciclista mais destacado são as seguintes:
| Ano                      | Classificação por equipas | Melhor corredor na classificação individual | Posição |
| 2006-2007 (Europe Tour)  | 68º                       | Nebojsa Jovanovic                           | 153º    |
| 2007-2008 (Europe Tour)  | 76º                       | Nebojsa Jovanovic                           | 157º    |
| 2008-2009 (Africa Tour)  | 8º                        | Ivailo Gabrovski                            | 29º     |
| 2008-2009 (Asia Tour)    | 43º                       | Spas Gyurov                                 | 168º    |
| 2008-2009 (Europe Tour)  | 65º                       | Ivailo Gabrovski                            | 85º     |
| 2009-2010 (America Tour) | 5º                        | Francisco Mancebo                           | 8º      |
| 2009-2010 (Asia Tour)    | 42º                       | Rafael Serrano                              | 206º    |
| 2009-2010 (Europe Tour)  | 71º                       | Francisco Mancebo                           | 208º    |
| 2010-2011 (Europe Tour)  | 101º                      | Jaume Rovira                                | 808º    |
| 2011-2012 (Europe Tour)  | 68º                       | Francisco José Pacheco                      | 365º    |

## Palmarés
Para anos anteriores, veja-se Palmarés da Kastro Team

### Palmarés de 2014

#### Circuitos Continentais da UCI
| Datas | Circuito | Carreiras | Ganhador |

#### Campeonatos nacionais
| Datas       | Carreiras                                 | Ganhador   |
| 27 de junho | Campeonato da Sérvia Contrarrelógio (CRI) | Gabor Kasa |

## Elencos
Para anos anteriores, veja-se Elencos da Kastro Team

### Elenco de 2014
| Nome                   | Nascimento | Nacionalidade | Equipa de 2013          |
| Sherif Abd Alla        | 30/05/1987 | Egito         | Neoprofissional         |
| Abdulhadi Ao Ajmi      | 02/05/1995 | Kuwait        | Neoprofissional         |
| Faizal Askar Al Ezeni  | 14/06/1983 | Egito         | Neoprofissional         |
| Vasilios Chairetakis   | 12/05/1995 | Grécia        | Neoprofissional         |
| Marko Danilović        | 23/04/1993 | Sérvia        | Borac-Čačak             |
| Nikolaos Gerolymatos   | 10/08/1981 | Grécia        | Neoprofissional         |
| Thanasis Giounis       | 27/12/1992 | Grécia        | Neoprofissional         |
| Konstantinos Iliadis   | 05/05/1995 | Grécia        | Neoprofissional         |
| Nebojša Jovanović      | 27/03/1993 | Sérvia        | Partizan Powermove      |
| Dimitris Kamprianis    | 21/10/1972 | Grécia        | Gios-Deyser Leon Kastro |
| Gabor Kasa             | 03/02/1989 | Sérvia        | Salcano Manisaspor      |
| Christos Loizou        | 30/04/1994 | Chipre        | Neoprofissional         |
| Michail Mavrikakis     | 24/08/1994 | Grécia        | Neoprofissional         |
| Eleftherios Pantelakis | 07/09/1995 | Grécia        | Neoprofissional         |
| Stavros Papadimitrakis | 01/01/1979 | Grécia        | KTM-Múrcia              |
| Ivan Stević            | 12/03/1980 | Sérvia        | Tusnad Cycling Team     |
| Eftychios Vavourakis   | 03/03/1995 | Grécia        | Neoprofissional         |
| Filimon Zachariou      | 14/01/1994 | Grécia        | Neoprofissional         |

1. 1 2 3 4  Desde 29 de novembro.
2. 1 2  Até a 31 de março.
3. ↑  Desde 27 de junho.